# Convergence (géologie)
Pour les articles homonymes, voir Convergence.

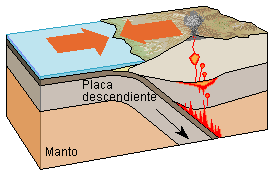
La subduction est un exemple de convergence.

En géologie, la convergence est le rapprochement de deux plaques tectoniques. Elle se déroule en général en deux étapes consécutives :
- la subduction de la lithosphère océanique ;
- la collision continentale éventuelle des deux masses continentales portées par les plaques tectoniques.

Une des plus étudiées le système de collision Inde-Asie.